# Koniec nocy
Koniec nocy – polski czarno-biały film obyczajowy z 1956 roku, w reżyserii Juliana Dziedziny, Pawła Komorowskiego i Walentyny Uszyckiej. Film wyprodukowano przy pomocy organizacyjnej Milicji Obywatelskiej w Łodzi.
Plenery: Łódź (m.in. ul. Tuwima przy dawnym kinie „Wisła”).

## Fabuła
Romek jest kierowcą pracującym w bazie transportowej. Nie cieszy się tam dobrą opinią. Pewnego dnia brawurowo prowadzi ciężarówkę - popełnia liczne wykroczenia, a nawet potrąca przechodnia. Interweniuje milicja, Romek traci posadę. Nadmiar wolnego czasu zajmują mu libacje alkoholowe i kradzieże popełniane wspólnie z kolegami.

## Obsada
- Zbigniew Cybulski − Romek Brzozowski
- Ryszard Filipski − Edek Słowik
- Adam Fiut − Filip Janik
- Mariusz Gorczyński − Rysiek Bednarek
- Roman Polański − "Mały"
- Eugeniusz Szewczyk − Witek
- Jadwiga Andrzejewska − matka Filipa
- Anna Ciepielewska − Danusia
- Katarzyna Karska − dziewczyna
- Barbara Rachwalska − matka "Małego"
- Ewa Zdzieszyńska − Halina, ciotka Danusi
- Jerzy Kozakiewicz − Karol, konkubent Haliny
- Józef Kalita − porucznik MO
- Ryszard Łomnicki − porucznik MO